# Anders Fannemel
Anders Fannemel (Hornindal, 13 de mayo de 1991) es un deportista noruego que compite en salto en esquí.
Ganó dos medallas en el Campeonato Mundial de Esquí Nórdico, oro en 2015 y plata en 2017. Participó en los Juegos Olímpicos de Sochi 2014, ocupando el quinto lugar en el trampolín grande individual y el sexto en el trampolín grande por equipo.

## Palmarés internacional
| Campeonato Mundial | Campeonato Mundial | Campeonato Mundial | Campeonato Mundial |
| Año                | Lugar              | Medalla            | Prueba             |
| ------------------ | ------------------ | ------------------ | ------------------ |
| 2015               | Falun (Suecia)     | Medalla de oro     | TG por equipo      |
| 2017               | Lahti (Finlandia)  | Medalla de plata   | TG por equipo      |